# 454년

## 연호
- 유송(劉宋) 효건(孝建) 원년
- 북위(北魏) 흥안(興安) 3년 / 흥광(興光) 원년

## 기년
- 유송(劉宋) 효무제(孝武帝) 원년
- 북위(北魏) 문성제(文成帝) 3년
- 신라(新羅) 눌지 마립간(訥祗麻立干) 38년
- 고구려(高句麗) 장수왕(長壽王) 42년
- 백제(百濟) 비유왕(毗有王) 28년

## 사건
신라가 고구려에 조공을 끊고 독립하자, 고구려 장수왕이 신라를 침략하였다.

## 탄생
- 테오도릭 대왕, 동고트 왕국의 건국자